# Julius Schwartz
Julius "Julie" Schwartz ([/ʃwɔːrts/]), född 19 juni 1915 i Bronx, USA, död 8 februari 2004 i New York, USA, var en amerikansk redaktör, utgivare och författare. Han är känd för sitt redaktörsarbete för DC Comics, där han bland annat vid olika tillfällen hade huvudansvaret för Stålmannen och Batman.